# Neolissochilus hexagonolepis
Neolissochilus hexagonolepis är en fiskart som först beskrevs av Mcclelland, 1839.  Neolissochilus hexagonolepis ingår i släktet Neolissochilus och familjen karpfiskar. IUCN kategoriserar arten globalt som nära hotad. Inga underarter finns listade i Catalogue of Life.